# Шевер
Шевер − металлорежущий инструмент, применяемый для чистовой обработки зубчатых колёс резанием. Представляет собой зубчатое колесо, червяк или рейку, на боковых сторонах зубьев которых имеются режущие лезвия. Процесс обработки шевером называется шевингование. Изготавливаются шеверы, как правило, из быстрорежущих сталей.

## Разновидности
Дисковый шевер представляет собой цилиндрическое зубчатое колесо с винтовыми зубьями, на боковых сторонах которых нарезаны стружечные канавки (как правило в радиальном направлении).
Червячный шевер представляет собой червяк, на витках которого в радиальном направлении прорезаны стружечные канавки.
Реечный шевер представляет собой зубчатую рейку, на боковых сторонах зубьев которой нарезаны стружечные канавки.

## История
Шевингование, станки и инструмент для него были изобретены в начале 30-х годов XX века компанией National Broach (США) для использования в массовом производстве в автомобильной промышленности. В СССР применение шеверов для обработки зубьев началось в 1936 году на Московском автомобильном заводе им. Сталина.